# 그레고리오 리치쿠르바스트로
그레고리오 리치쿠르바스트로(이탈리아어: Gregorio Ricci-Curbastro, 1853년 1월 12일 - 1925년 8월 6일)는 이탈리아 수학자이다. 루고 디 로마냐에서 태어났다. 그는 텐서 미적분학의 개척자로서 대단히 유명하지만, 아주 많은 분야에서 탁월한 업적을 남겼다.
리치쿠르바스트로의 가장 유명한 논문인 〈절대 미분법 및 응용〉(프랑스어: Méthodes de calcul différentiel absolu et leurs applications) 은 제자 툴리오 레비치비타와의 공저로 발표되었다. 이 논문에서만 이름을 "리치쿠르바스트로" 대신 "리치"로 적었는데, 이 때문에 리치 곡률 텐서와 같은 개념에 "리치"라는 이름이 붙었다.

## 같이 보기
- 리치 곡률
- 리치 흐름